# Chiesa di San Francesco d'Assisi (Reggio Calabria)
La chiesa di San Francesco d'Assisi è un edificio religioso di Reggio Calabria sita nel rione di Sbarre.

## Storia
L'antica chiesa di San Francesco dopo la sua costruzione fu annessa al convento Dei PP Riformatori in via Sbarre, nel 1617.
Distrutta dal terremoto del 1908, l'attuale edificio, progettato dall'ingegner Malandrino in sostituzione della struttura provvisoria eretta dopo il sisma, è un edificio a croce latina. 
Nel 1926, ricorrendo il VII centenario della morte di San Francesco D'Assisi, fu collocata sopra un basamento di pietra una statua in bronzo del santo a tutto tondo e a figura intera, opera dello scultore Francesco Jerace: una lapide ricorda l'avvenimento A Francesco D'Assisi 1226 -1926.

## Esterno
La facciata non è priva di una certa monumentalità.  Ai lati si ergono due serie di pilastri a sezione quadrata che sostengono in alto un timpano triangolare con la trabeazione interrotta al centro, sormontata da una croce in ferro battuto.